# (16050) 1999 JN35
A (16050) 1999 JN35 a Naprendszer kisbolygóövében található aszteroida. A LINEAR projekt keretében fedezték fel 1999. május 10-én.